# Cholinergische Urtikaria
Die cholinergische Urtikaria, umgangssprachlich auch Schweißallergie, ist eine auf einer Schwäche des Immunsystems beruhende Pseudoallergie, d. h. körpereigene Immunzellen (Mastzellen) können äußere Faktoren nicht ausreichend bekämpfen. Das Immunsystem reagiert dabei nicht auf den Schweiß. Auslösend sind die Begleitumstände wie etwa durch die Erhöhung der Körpertemperatur freigesetzte Substanzen mit allergieähnlicher Wirkung, zum Beispiel Histamin und Leukotriene.
Die cholinergische Urtikaria wird daher auch als Anstrengungsurtikaria, Wärmereflexurtikaria und Schwitzurtikaria bezeichnet.
Für diese zweithäufigste Form der Urtikaria kann eine genetische Disposition bestehen.
Diese Art der Urtikaria ist eine der häufigsten Form der Krankheit und betrifft alle Geschlechter. Doch meist sind die Männer mehr betroffen und hauptsächlich junge Menschen zwischen dem 15. und dem 25. Lebensjahr.

## Auslöser
Diese können ausgelöst werden z. B. durch ein heißes Vollbad, durch körperliche Anstrengung wie Sport, den Genuss von scharf gewürzten Speisen oder durch Aufregung.
Im Gegensatz zur chronischen Urtikaria steht die Quaddelbildung meist mit einem äußeren Reiz in Verbindung. Bedeutet, dass der Patient den Reiz auf der Haut selbst durch reiben oder kratzen auslösen kann. Man kann sozusagen auf der Haut malen.

## Beschwerden
Meist treten stecknadelkopfgroße Quaddeln auf, die von einer größeren Rötung der betroffenen Stelle umgeben sind. In den meisten Fällen, merkt der Patient unmittelbar vor dem Auftreten der Quaddel einen Juckreiz, Kribbeln oder ein Brennen auf der Haut. Diese treten nach ca. 20 Minuten nach Erhöhung der Körpertemperatur, die durch die o. g. Reize ausgelöst werden können, auf und verschwinden nach Abkühlung der Haut wieder.

## Untersuchung und Behandlung
In der Untersuchung wird der Patient genau diesen Reizen ausgesetzt wie z. B. Treppen laufen, Nutzung des Ergometer oder auch ein heißes Vollbad. Wichtig ist, dass der hier eine Erhöhung der Körpertemperatur von 1 Grad erreicht wird und der Patient den Test mit warmer Kleidung absolviert. Trägt der Patient bei dem Test keine warme Kleidung, kann durch das schnelle Abkühlen der Haut der Test negativ ausfallen. Der Test sollte 20 Minuten durchgeführt werden, sodass der Patient ordentlich schwitzt und eine Quaddelbildung festgestellt werden kann.
Das Vermeiden der Auslöser ist hier einfacher und durch Einnahme von Antihistaminika kann eine wesentliche Verbesserung eintreten.